# 蓮着寺のヤマモモ

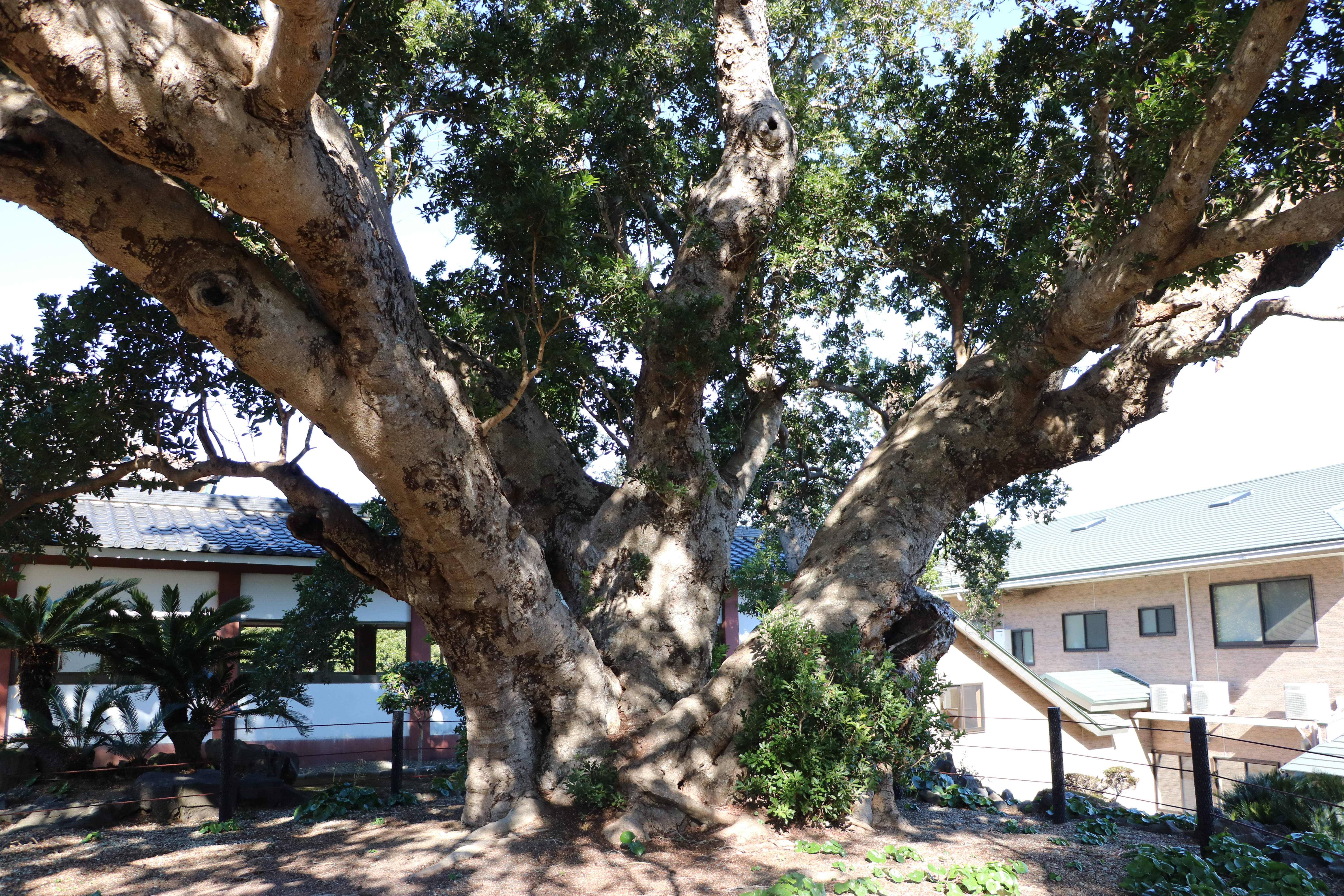
蓮着寺のヤマモモの主幹部。2024年1月17日撮影。

蓮着寺のヤマモモ（れんちゃくじのヤマモモ）は、静岡県伊東市富戸（ふと）にある蓮着寺の境内に生育する国の天然記念物に指定されたヤマモモの巨樹である。
ヤマモモ（山桃、学名: Morella rubra、英: Japanese bayberry）は、ヤマモモ科ヤマモモ属の常緑広葉樹の高木で、日本の関東以南から四国、九州、沖縄、日本国外では台湾、中国、フィリピンにかけた沿岸部の暖かい地域に分布する。日本国内では主に西日本の社寺などに植栽されており、西日本の標高の低い沿岸部付近ではごく普通に見られる。雌雄異株であり例年6月から7月頃、雌株に生食可能な甘酸っぱい果実をつける。蓮着寺のヤマモモは果実の生る雌株である。
本樹はヤマモモの分布域としては北限に近い伊豆半島北東部の北緯35度近くに生育しているが、1988年（昭和63年）に環境庁が実施した「巨樹・巨木林調査」で、日本国内最大のヤマモモの個体であることが確認されている。本樹はヤマモモが最大限度まで成長したものであり、植物生態学、植物生理学の観点から貴重であるとして、指定時期としては比較的新しい1999年（平成11年）1月14日に国の天然記念物に指定された。
蓮着寺のある城ヶ崎海岸から南西部に隣接する浮山温泉郷にかけた、旧田方郡対島村（たじまむら）には、かつて日本国内最大規模のヤマモモの大群生地が存在し、昭和初期には天然記念物の候補として調査が行われるなど、伊豆高原一帯はヤマモモの豊富な自生地として知られている。本記事では旧対島村のヤマモモ大群生地についても解説する。

## 解説

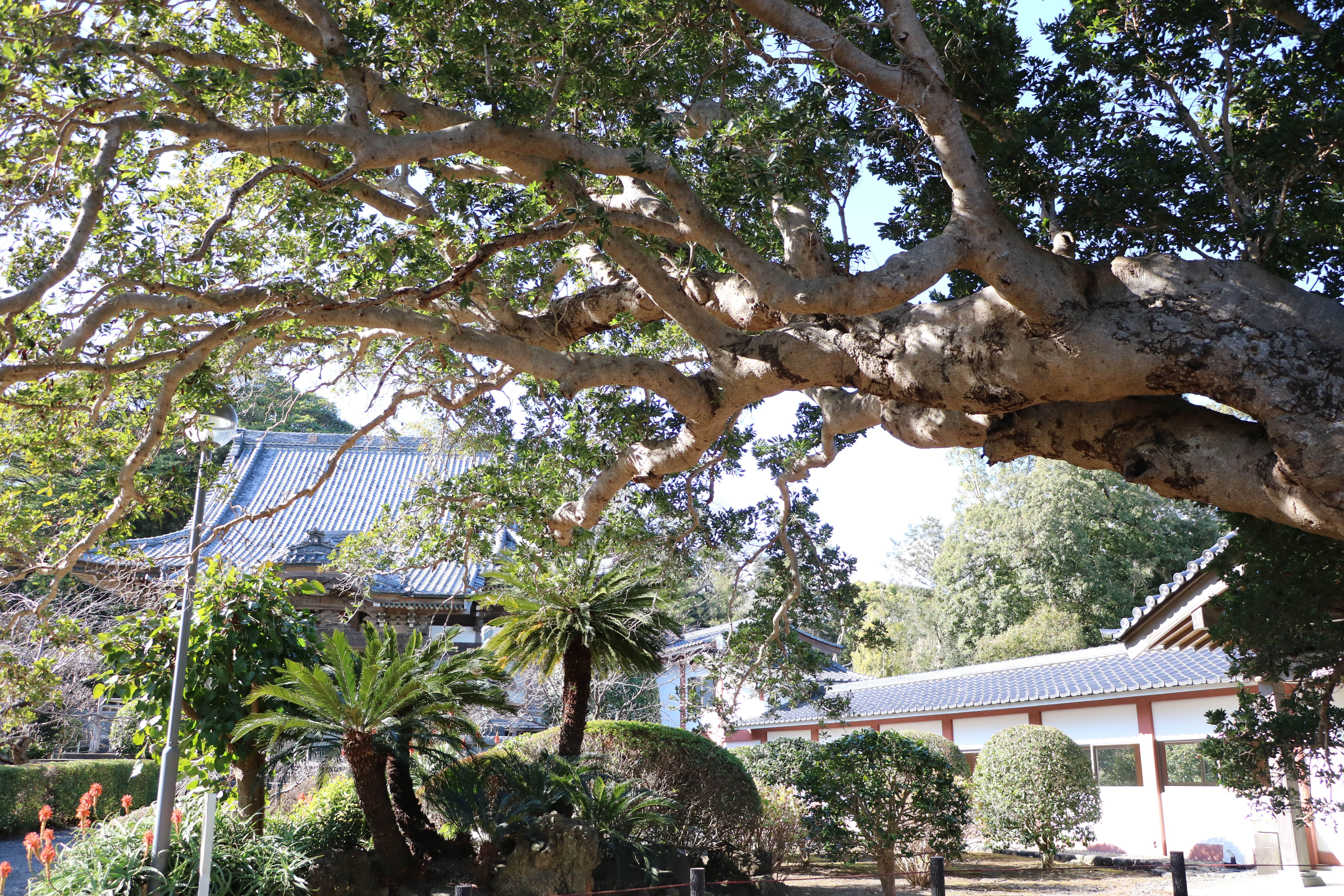
蓮着寺のヤマモモと本堂。2024年1月17日撮影。

蓮着寺のヤマモモは伊東市南東部にある法華宗陣門流寺院蓮着寺の境内に生育している。蓮着寺は日蓮の「伊豆法難」の地としても知られ、伊豆半島東岸の景勝地である城ヶ崎海岸の海岸沿いに位置している。国の天然記念物に指定されたヤマモモは海岸線から少し登った同寺院境内の高台にあり、本堂へ向かう石段を登り切った場所の右手に生育している。前述のとおり本樹は日本国内最大のヤマモモの個体であり、天然記念物指定時に行われた調査によれば、樹高15メートル、根周り7.2メートルで、主幹は大きく3本に枝分かれして広がっており、枝張りは東西方向に22メートル、南北方向は18メートルに達する巨樹である。正確な樹齢は不明であるが300年超とも、1,000年を超すとも言われている。
城ケ崎海岸を含む伊豆高原一帯は、大室山など伊豆東部火山群の火山活動により約4,000年前に形成された溶岩台地が広がり、蓮着寺の境内も固まった溶岩の上に薄い表土が覆うだけの痩せた土壌であるが、ヤマモモは根に根粒菌が共生して形成された根瘤（こんりゅう、英: root nodule, root tubercle）を持つため、根瘤内で窒素固定が行われ窒素栄養分を得ることが可能なため、溶岩台地上に薄い表土があるだけの痩せた環境下でも良好な生育を示すことが出来る。
蓮着寺のある伊東市南部一帯は、1955年（昭和30年）に伊東市へ編入されるまで田方郡対島村（たじまむら）であった所で、当村には古くから多数のヤマモモが自生しているが、言い伝えによれば平城天皇の陵である楊梅陵（やまもものみささぎ、現奈良県奈良市佐紀町の市庭古墳）から分植されたものとも言われ、また、ヤマモモは中国では楊梅（ヤンメー）と言い、対島村では古くからヤマモモの木を「ヤンモ」と呼んでいる。
旧対島村の南端、八幡野地区から赤沢地区に挟まれた溶岩台地の平坦面にある今日の浮山温泉郷一帯には、かつてヤマモモが多数生育する大群生地が存在した。この対島村ヤマモモ大群生地には農学者の丸毛信勝と後の静岡県知事斎藤樹が昭和初期に連れ立って訪れている。丸毛は大分県出身の農学者であるが、日本のゴルフ黎明期に活躍したゴルフ場設計者としても知られ、旧対島村に隣接する著名な川奈ゴルフコースの設計や造成にも携わり、川奈に自宅を建てるなど当地に所縁の深い人物である。ヤマモモの大群生地を見た丸毛は「邦内暖地至る所ヤマモモの生育する處多けれ共、此處に於けるが如き大群生は他に見ざる所にして、邦内第一のヤマモモ林」と激賞したという。

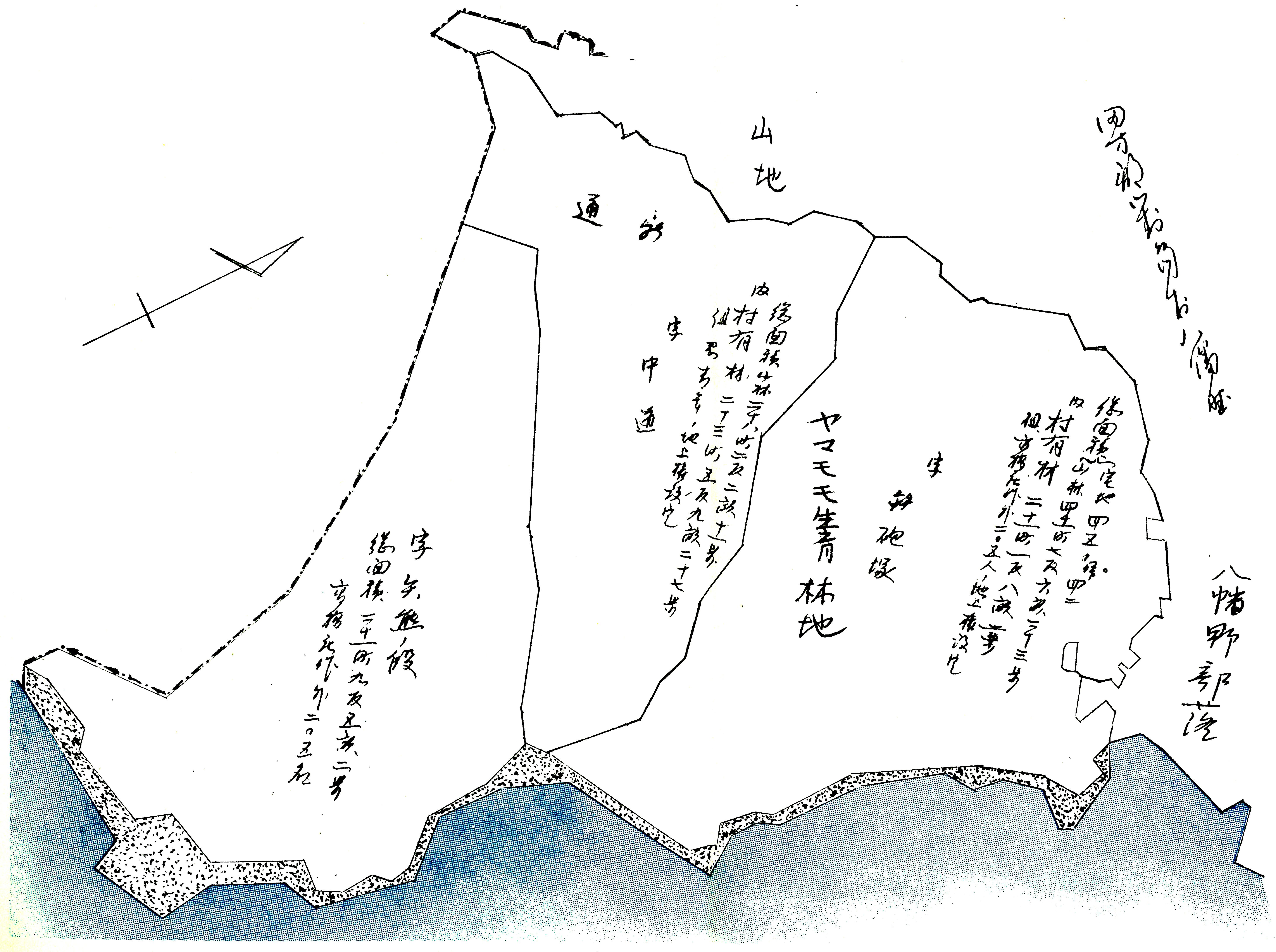
静岡縣史蹟名勝天然記念物調査報告 第九集に添付された「対島村ヤマモモ大群生地」の地図。

当時の静岡県の天然記念物調査員であった杉本順一は、対島村ヤマモモ大群生地の現地調査を行い、当地の合計約70町歩の山林のうち、中央部の約半分30町歩から40町歩にわたりヤマモモが他樹種と混生し一大群生地が形成されていることが確認された。一方で杉本は、対島村の悪条件土壌での生産性を通じた人々の暮らし、ヤマモモ群生地と村民らの関りなどについても調査を行い考察している。
この大群生地のほとんどは民有地で傾斜の少ない平坦地であるため、対島村では水田を新たに開墾する計画を立て設計に取り掛かったが、もともと当地は溶岩流や火山灰など火山堆積物で覆われた痩せた土地であったため稲作に必要な用水を引くことがままならず、林の内部も大小の溶岩が乱雑に堆積し、道路以外は容易に足を踏み込むことも出来ないため畑地の開墾も不可能な悪地であった。
対島村の人々はヤマモモに混生するクヌギやカシ類は薪炭に使用するため伐採したが、ヤマモモは伐採されずに残された。村人はヤマモモの果実の成熟する梅雨時に林内に分け入り果実を採集し、これを伊東温泉などへ持って行き湯治客へ販売したり、対島村の名物として知人らへの贈り物にするなど、相当な量の果実生産量があったとされるが、得られる収入は僅かなものであったという。このように対島村は土地が痩せており田畑は極めて乏しく、山林からの薪炭のみを生計の糧にする人が多かったため、山がちな伊豆半島沿岸部にある対島村にとって悪地とはいえヤマモモ大群落のある平坦地は、労力を割いてでも開墾することで畑地や植林地などへの土地利用の転換が可能な、将来的な価値が見込まれる場所であった。
70町歩（約69万平方メートル）もの平坦地は、開墾に多大な困難があることを差し引いても、生産物の乏しい当時の村にとって一大生命線とも言え、報告書の中で杉本は対島村の人々の心情を酌んで次のように記している。
| … 故に、村長以下村民一同はヤマモモ林を天然紀念物に指定さるる事をば極度に懼れ居る處にして、勿論其の理由は其土地開発の目的遂行に大支障を慮るものなり…。 … 紀念物保存と生産は両立するが普通なれども今玆には両立せざる矛盾となり、今この両者を比較するに何れか一方のみを重視して決するは早計に失し如何ともなし難し…。 |
| 『対島村ヤマモモ大群生地』静岡縣史蹟名勝天然記念物調査報告 第九集 杉本順一。1933年（昭和8年）3月。 |

その後、当地のヤマモモ大群生地は国の天然記念物に指定されることはなく、対島村が伊東市に編入合併された後の1961年（昭和36年）に伊豆急行伊豆急行線が開業すると交通の便が飛躍的に上がり、旧対島村の一帯は伊豆高原として急速に観光地として発展し、ヤマモモの大群生地のある平坦地は浮山温泉郷温泉付き別荘地として分譲され今日に至っている。

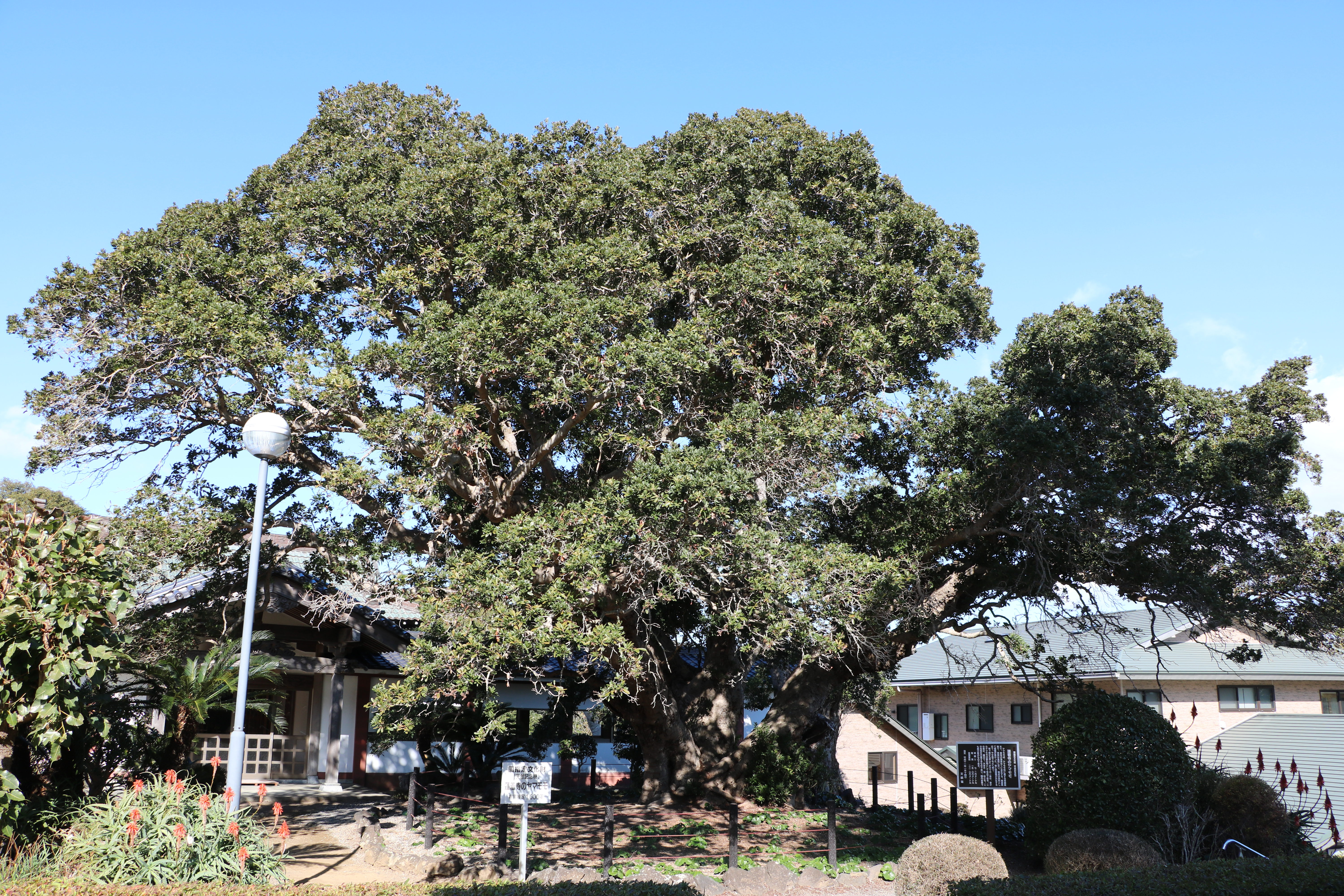
蓮着寺のヤマモモの全景。
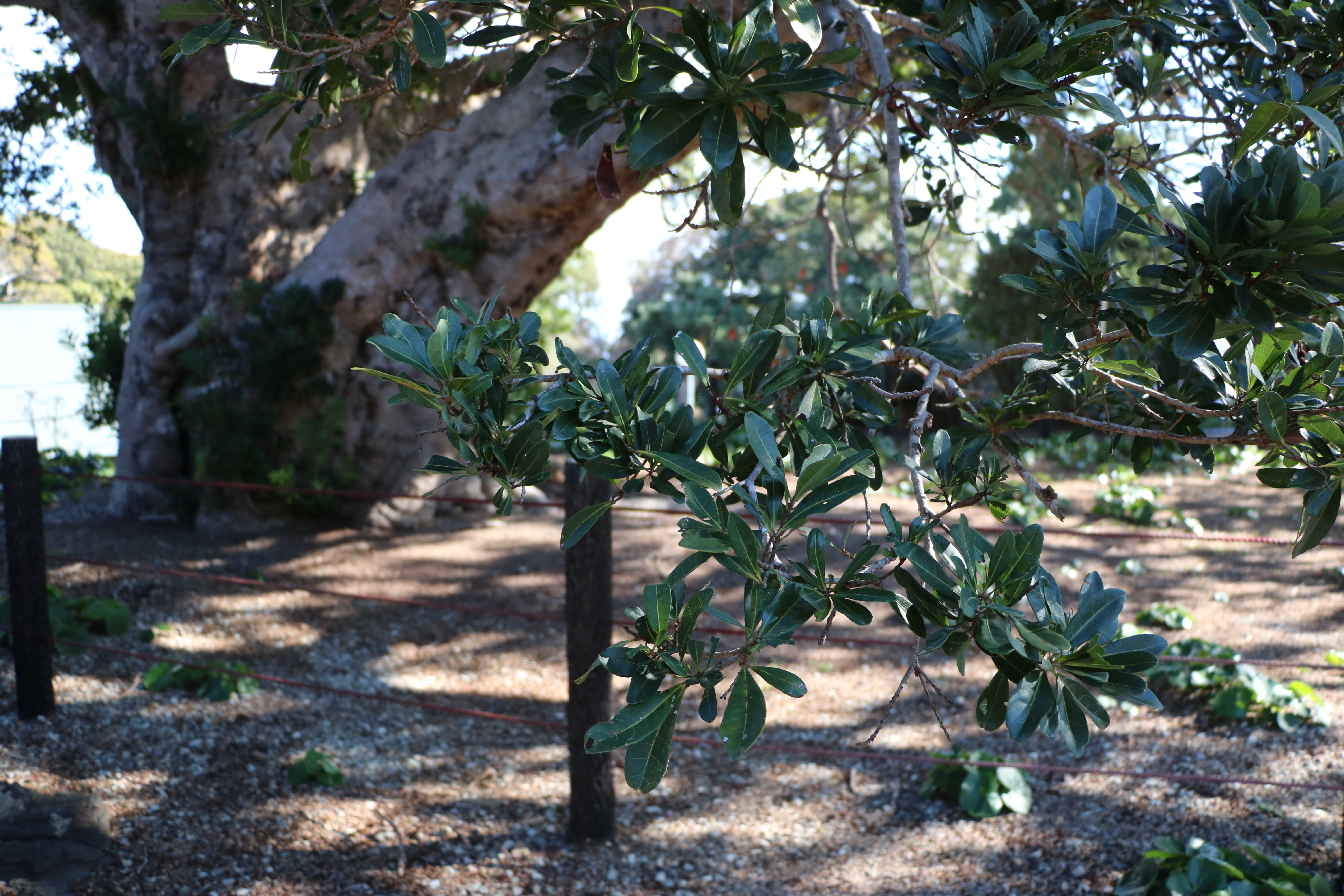
蓮着寺のヤマモモの葉。
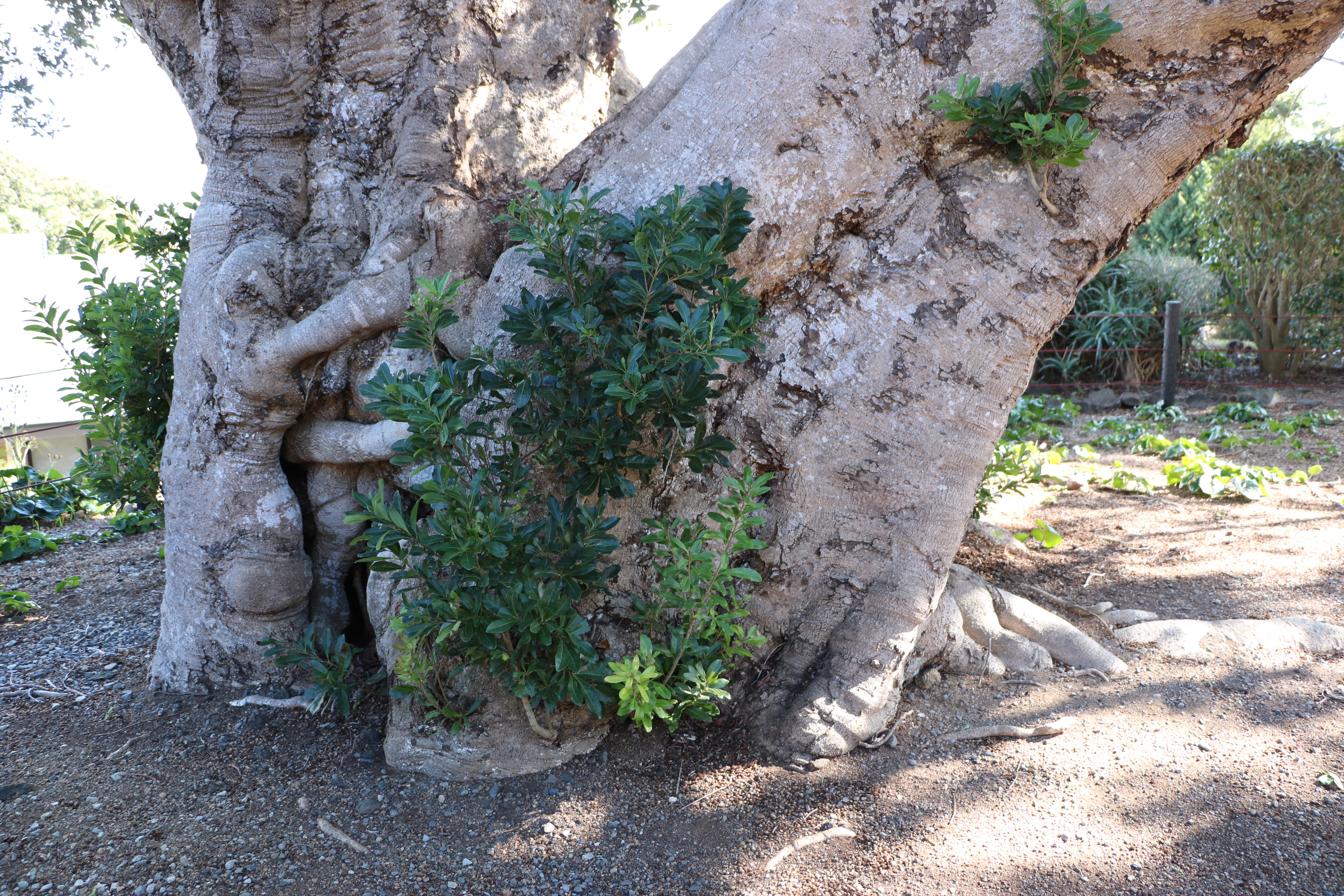
蓮着寺のヤマモモの根元周り。ひこばえが生えている。

## 交通アクセス
所在地
- 静岡県伊東市富戸835。

交通
- ここでは蓮着寺に隣接する伊豆海洋公園のアクセスを示す[14]。
  - 伊豆急行伊豆急行線伊豆高原駅から東海バスで約9分。
  - 東名高速道路沼津インターチェンジより伊豆縦貫自動車道・伊豆中央道・修善寺道路経由で約55キロメートル。